# 馬爾地夫側殖文昌魚
馬爾地夫側殖文昌魚（学名：Epigonichthys maldivensis），又名文昌魚。舊屬文昌魚科側殖文昌魚屬，今屬偏文昌鱼科偏文昌鱼属。